# الدوري المغربي لكرة القدم 1976–77
الدوري المغربي لكرة القدم 1976-1977 هو الموسم 21 من البطولة الوطنية المغربية لكرة القدم . يتنافس خلاله 16 من أفضل الأندية الوطنية المغربية.توج بهذا الموسم فريق الوداد البيضاوي .